# Arnold Belgardt
Arnold Artúrovich Belgardt –en ruso, Арнольд Артурович Бельгардт– (Leningrado, 29 de enero de 1937–San Petersburgo, 26 de febrero de 2016) fue un deportista soviético que compitió en ciclismo en la modalidad de pista, especialista en la prueba de persecución por equipos.
Participó en los Juegos Olímpicos de Roma 1960, obteniendo una medalla de bronce en la prueba de persecución por equipos (junto con Stanislav Moskvin, Viktor Romanov, Leonid Kolumbet).
Ganó tres medallas en el Campeonato Mundial de Ciclismo en Pista entre los años 1962 y 1964.

## Medallero internacional
| Juegos Olímpicos   | Juegos Olímpicos   | Juegos Olímpicos  | Juegos Olímpicos            |
| Año                | Lugar              | Medalla           | Competición                 |
| ------------------ | ------------------ | ----------------- | --------------------------- |
| 1960               | Roma ( Italia)     | Medalla de bronce | Persecución por equipos     |
| Campeonato Mundial |                    |                   |                             |
| Año                | Lugar              | Medalla           | Competición                 |
| 1962               | Milán ( Italia)    | Medalla de bronce | Persecución por equipos (A) |
| 1963               | Rocourt ( Bélgica) | Medalla de oro    | Persecución por equipos (A) |
| 1964               | París ( Francia)   | Medalla de bronce | Persecución por equipos (A) |